# Queen II Tour
A Queen II Tour a brit Queen együttes turnéja, mely 1974. március 1-től 1974. május 11-ig tartott. A turné a Queen II albumot népszerűsítette, de a műsor nem sokban különbözött az előző évi turné programjától, mindössze 1-2 új dal került be, mint például a White Queen és a kislemezes Seven Seas of Rhye. Összesen 41 koncertet adtak az Egyesült Államokban és az Egyesült Királyságban.

## Szakaszok

### Egyesült Királyság (1974. március–április)
A brit turné 1974. március 1-jén indult, egy héttel a Queen II album megjelenése előtt, és egy hónapon át tartott. Ez volt az együttes első önálló országos turnéja. A nagylemez koncepciójához kapcsolódva az együttes tagjai fekete-fehér fellépőruhákban álltak színpadra. A 22 fellépésből álló turnén egyetlen estét leszámítva a Nutz volt a Queen előzenekara. Március 16-án a skóciai Stirling Egyetemen tartott koncert végén kisebb verekedés tört ki, a harmadik ráadás után. A Queen stábjának két tagját végül kórházba kellett szállítani, és emiatt a másnapi birminghami koncertet is április 2-ára halasztották el. A legnagyobb showt az eredetileg turnézárónak szánt estén adták Londonban, a híres Rainbow Theaterben, március 31-én. Colin Irwin a Melody Maker újságírója a látványos külsőségek és a hatásos dalok mellett az énekes Freddie Mercury és a gitáros Brian May teljesítményét emelte ki beszámolójában. A koncertről egy tízperces videófelvétel is fennmaradt, melyen a Son and Daughter kibővített változatát és a Modern Times Rock ’n’ Roll számot adják elő. A koncert hangfelvétele 2014-ben hivatalosan is megjelent a Live at the Rainbow ’74 című kiadvány részeként.
| Időpont           | Helyszín                          |
| ----------------- | --------------------------------- |
| 1974. március 1.  | Egyesült Királyság, Blackpool     |
| 1974. március 2.  | Egyesült Királyság, Aylesbury     |
| 1974. március 3.  | Egyesült Királyság, Plymouth      |
| 1974. március 4.  | Egyesült Királyság, Paignton      |
| 1974. március 8.  | Egyesült Királyság, Sunderland    |
| 1974. március 9.  | Egyesült Királyság, Cambridge     |
| 1974. március 10. | Egyesült Királyság, Croydon       |
| 1974. március 12. | Egyesült Királyság, Dagenham      |
| 1974. március 14. | Egyesült Királyság, Cheltenham    |
| 1974. március 15. | Egyesült Királyság, Glasgow       |
| 1974. március 16. | Egyesült Királyság, Stirling      |
| 1974. március 19. | Egyesült Királyság, Cleethorpes   |
| 1974. március 20. | Egyesült Királyság, Manchester    |
| 1974. március 22. | Egyesült Királyság, Canvey Island |
| 1974. március 23. | Egyesült Királyság, Cromer        |
| 1974. március 24. | Egyesült Királyság, Colchester    |
| 1974. március 26. | Egyesült Királyság, Isle of Man   |
| 1974. március 28. | Egyesült Királyság, Aberystwyth   |
| 1974. március 29. | Egyesült Királyság, Penzance      |
| 1974. március 30. | Egyesült Királyság, Taunton       |
| 1974. március 31. | Egyesült Királyság, London        |
| 1974. április 2.  | Egyesült Királyság, Birmingham    |

### Észak-Amerika (1974. április–május)
Két héttel a brit turné zárása után, 1974. április 16-án kezdődött a Queen történetének első koncertsorozata az Egyesült Államokban, ahol az együttes a Mott the Hopple előzenekaraként játszott 40-45 perces programot. Május 7. és 11. között összesen hat koncertet adtak New Yorkban, a Uris Theatre-ben a Broadwayen (május 10-én két fellépés volt egy napon). A Queen amerikai szereplése itt azonban félbe is szakadt, mivel Brian May fertőző májgyulladással lebetegedett. 19 koncert után, a turné felénél a Queen hazautazott Angliába, helyettük pedig a Kansas folytatta a Mott the Hopple-vel.
| Időpont           | Helyszín                                |
| ----------------- | --------------------------------------- |
| 1974. április 16. | Egyesült Államok, Denver                |
| 1974. április 17. | Egyesült Államok, Kansas City           |
| 1974. április 18. | Egyesült Államok, St. Louis             |
| 1974. április 19. | Egyesült Államok, Oklahoma City         |
| 1974. április 20. | Egyesült Államok, Memphis               |
| 1974. április 21. | Egyesült Államok, New Orleans           |
| 1974. április 26. | Egyesült Államok, Boston                |
| 1974. április 27. | Egyesült Államok, Providence            |
| 1974. április 28. | Egyesült Államok, Portland              |
| 1974. május 1.    | Egyesült Államok, Harrisburg            |
| 1974. május 2.    | Egyesült Államok, Allentown             |
| 1974. május 3.    | Egyesült Államok, Wilkes-Barre          |
| 1974. május 4.    | Egyesült Államok, Waterbury             |
| 1974. május 7.    | Egyesült Államok, New York              |
| 1974. május 8.    | Egyesült Államok, New York              |
| 1974. május 9.    | Egyesült Államok, New York              |
| 1974. május 10.   | Egyesült Államok, New York (1. előadás) |
| 1974. május 10.   | Egyesült Államok, New York (2. előadás) |
| 1974. május 11.   | Egyesült Államok, New York              |

## Közreműködők
- Freddie Mercury – ének, zongora, csörgődob
- Brian May – elektromos gitár, háttérvokál
- Roger Taylor – dob, háttérvokál
- John Deacon – basszusgitár

## Dalok listája
Jellemző műsor
1. Procession
2. Father to Son
3. Ogre Battle
4. White Queen
5. Doing All Right
6. Son and Daughter
7. Keep Yourself Alive
8. Liar
9. Jailhouse Rock
10. Shake Rattle And Roll
11. Stupid Cupid
12. Be Bop A Lula
13. Jailhouse Rock (reprise)
14. Big Spender
15. Modern Times Rock ’n’ Roll

Ritkán előadott dalok
- Great King Rat (Egyesült Királyság)
- Hangman (Egyesült Királyság)
- Seven Seas of Rhye
- Bama Lama Bama Lou
- See What a Fool I’ve Been